# Music of the Spheres (콜드플레이의 음반)
| 전문가 평가         | 전문가 평가 |
| 총 점수             | 총 점수     |
| 출처                | 점수        |
| ------------------- | ----------- |
| AnyDecentMusic?     | 5.0/10      |
| 메타크리틱          | 57/100      |
| 평가 점수           |             |
| 출처                | 점수        |
| AllMusic            | [ 9 ]       |
| Clash               | 5/10        |
| The Daily Telegraph | [ 11 ]      |
| Financial Times     | [ 12 ]      |
| The Guardian        | [ 13 ]      |
| The Independent     | [ 14 ]      |
| Pitchfork           | 5.1/10      |
| NME                 | [ 16 ]      |
| Rolling Stone       | [ 17 ]      |
| The Times           | [ 18 ]      |

《Music of the Spheres》(부제 《Vol I. From Earth with Love》)는 2021년 10월 15일, 영국의 팔로폰과 미국의 애틀랜틱 레코드에서 발매된 영국의 록 밴드 콜드플레이의 아홉 번째 스튜디오 음반이다. 이 음반은 새로운 프로듀서인 맥스 마틴이 프로듀싱을 맡았다. 셀레나 고메즈, 위 아 킹, 제이콥 콜리어, 방탄소년단의 게스트 참여와 일렉트로닉 프로듀서 존 홉킨스의 참여가 특징이다.
우주를 테마로 한 콘셉트 음반인 《Music of the Spheres》는 9개의 행성, 3개의 자연 위성, 별과 성운을 담은 가상의 행성계 《The Spheres》를 배경으로 하고 있으며, 각각이 트랙 하나하나에 해당한다. 리드 싱어 크리스 마틴에 따르면, 이 음반의 컨셉과 주제는 그가 온 우주의 다른 아티스트들은 어떤 모습일지에 대한 궁금증을 품게 한 《스타워즈》 영화 프랜차이즈에서 영감을 얻었다고 한다.
《Music of the Spheres》는 비평가들로부터 엇갈린 평가를 받았는데, 많은 비평가들은 이 음반의 노골적인 팝 지향적 스타일을 비판했다. 하지만 음반의 마지막 곡 〈Coloratura〉는 비평가들에게서 널리 호평을 받았다. 음반의 메인 싱글로는 〈Higher Power〉와 〈My Universe〉가, 프로모션 싱글로는 〈Coloratura〉가 발매되었다.

## 배경
"로디 #42"의 밴드 공식 블로그 글에 따르면, 우주를 주제로 한 음반 아이디어는 2010년에 리드 보컬 크리스 마틴이 "태양계"를 구성하자는 아이디어를 내면서부터 시작되었다. 《Everyday Life》가 발매된 2019년 11월, 앨범의 LP와 디지북의 소책자에 힌트 하나가 숨겨져 있었는데, 《Music of the Spheres》를 홍보하는 들판 위의 광고판이 담긴 흑백 사진이 들어 있었으며 왼쪽 하단에는 작은 글씨로 "Coldplay coming soon(콜드플레이 커밍 순)"이라고 쓰여 있었다. 과거에도 다음 앨범의 내용을 암시한 적이 있었기에 이 힌트는 《Music of the Spheres》의 주제와 발매일 추측에 불을 지폈다. 전하는 바에 따르면 《Everyday Life》의 노래 가사와 뮤직 비디오에 다음 앨범의 내용을 암시하는 다른 힌트가 숨겨져 있었다고 한다.

## 프로모션
2021년 4월 23일, 소셜 미디어의 '에일리언 라디오 FM'이라는 제목의 게시물에서 런던 피카딜리의 그린 파크로 이어지는 좌표(51°30'24.6"N 0°08'34.4"W)를 공개하였다. 그 글에는 해당 좌표와 함께 파란 배경과 보라빛으로 빛나는 알 수 없는 문자가 담긴 그림이 같이 올라와 있었다. 해당 문자는 팬 사이트에서 "Coldplay Higher Power May Seven(콜드플레이 Higher Power 5월 7일)"으로 빠르게 해독되었다. 그 이후에도 비슷한 글이 올라왔는데, 모두 리드 싱글인 〈Higher Power〉를 암시하는 글이었다.
콜드플레이는 4월 29일, 소셜 미디어에서 〈Higher Power〉라는 새 싱글이 5월 7일에 발매될 것이라고 밝혔다. 해당 싱글을 "외계에서의 송신"의 한 형태로 이름을 붙이고 공개에 앞서 국제우주정거장의 프랑스 유럽 우주국 우주비행사 토마스 페스케에게 뮤직 비디오를 미리 보여주었다. 리드 싱어 크리스 마틴은 《스타워즈》에서 모스 아이즐리 칸티나에서의 가상의 밴드 공연을 본 뒤 전 우주의 음악가들은 어떤 모습일지에 대한 궁금증에서 이번 앨범 주제의 영감을 받았다고 말했다.
〈Higher Power〉의 프로모션 사이클이 끝난 후, 크리에이티브 디렉터 필 하비는 7월 19일에 공식 발표의 가능성을 암시했다. 다음 날 콜드플레이는 음반과 트랙리스트, 그리고 각 곡의 일부를 수록한 "Overtura"라는 트레일러를 공개했다. 또한 〈Coloratura〉가 7월 23일에 발매될 것이며, 다음 싱글은 9월에 발매될 것이라고 밝혔다. 9월 13일, 콜드플레이는 방탄소년단이 피처링한 두 번째 싱글 〈My Universe〉를 2021년 9월 24일에 발매한다고 발표했다. 2021년 10월 4일, 셀레나 고메즈는 트위터를 통해 자신이 〈Let Somebody Go〉에 참여한다고 밝혔다.

## 싱글
〈Higher Power〉는 2021년 5월 7일, 리드 싱글로 발매되었다. 이 곡은 맥스 마틴이 프로듀싱했으며, 밴드는 이 곡을 "진정한 우주의 불가사의"라고 불렀다. 밴드는 트위터를 통해 "2020년 초에 작은 키보드와 욕실 세면대에 도착했다"고 밝혔다. 폴 더그데일 감독이 연출한 이 노래의 오디오 비주얼라이저는 같은 날 오전 9시 1분 콜드플레이 유튜브 채널에서 첫 방송됐다. 〈Coloratura〉는 2021년 7월 23일, 프로모션 싱글로 발매되었다. 2021년 9월 24일에는 대한민국의 보이 그룹 방탄소년단과 합작한 〈My Universe〉가 두 번째 싱글로 발매되었다.

## 곡 목록
콜드플레이의 작사, 작곡 멤버는 가이 베리먼, 조니 버클랜드, 윌 챔피언, 크리스 마틴이다.
| #   | 제목                                           | 작사·작곡                                                                  | 프로듀서                                               | 재생 시간 |
| --- | ---------------------------------------------- | -------------------------------------------------------------------------- | ------------------------------------------------------ | --------- |
| 1.  | 〈Music of the Spheres〉                       | 콜드플레이, 릭 심슨, 다니엘 그린, 페데리코 빈드베르, 맥스 마틴, 빌 라코    | M. 마틴, 오스카 홀터, 라코, 심슨, 그린, 빈드베르       | 0:53      |
| 2.  | 〈Higher Power〉                               | 콜드플레이, 빈드베르, M. 마틴, 데니스 캐라이트                             | M. 마틴, 홀터, 라코, 심슨, 그린                        | 3:26      |
| 3.  | 〈Humankind〉                                  | 콜드플레이, 빈드베르, 그린, 존 홉킨스, M. 마틴, 오스카 홀터, 스티븐 프라이 | M. 마틴, 홀터, 라코, 심슨, 그린, 홉킨스                | 4:26      |
| 4.  | 〈Alien Choir〉                                | 콜드플레이, M. 마틴, 홉킨스                                                | M. 마틴, 라코, 홉킨스                                  | 0:53      |
| 5.  | 〈Let Somebody Go (with 셀레나 고메즈)〉       | 콜드플레이, 애플 마틴, 리비 프랭크, M. 마틴, 홀터, 라코, 메트로 붐인       | M. 마틴, 홀터, 라코, 심슨, 그린, 홉킨스                | 4:01      |
| 6.  | 〈Human Heart (with 위 아 킹, 제이콥 콜리어)〉 | 콜드플레이, M. 마틴, 제이콥 콜리어, 파리 스트로더, 앰버 스트로더           | M. 마틴, 홀터, 라코                                    | 3:08      |
| 7.  | 〈People of the Pride〉                        | 콜드플레이, M. 마틴, 라코, 데릭 딕시, 샘 스파로, 제시 로그                 | M. 마틴, 홀터, 라코, 심슨, 그린                        | 3:37      |
| 8.  | 〈Biutyful〉                                   | 콜드플레이, 다비데 로시, M. 마틴, 홀터                                     | M. 마틴, 홀터, 라코, 심슨, 그린, 엔젤 로페즈, 빈드베르 | 3:12      |
| 9.  | 〈Music of the Spheres II〉                    | 콜드플레이, M. 마틴                                                        | M. 마틴, 라코                                          | 0:21      |
| 10. | 〈My Universe (with 방탄소년단)〉              | 콜드플레이, M. 마틴, 홀터, 라코, 슈가, 제이홉, RM                          | M. 마틴, 홀터, 라코, 심슨, 그린                        | 3:46      |
| 11. | 〈Infinity Sign〉                              | 콜드플레이, M. 마틴, 홉킨스                                                | M. 마틴, 홀터, 라코, 심슨, 그린, 홉킨스                | 3:46      |
| 12. | 〈Coloratura〉                                 | 콜드플레이, M. 마틴, P, 스트로더, 존 멧칼프, 로시                          | M. 마틴, 홀터, 라코                                    | 10:18     |

## 인증
| 국가                               | 인증     | 판매량/출하량 |
| ---------------------------------- | -------- | ------------- |
| 브라질 (Pro-Música Brasil)         | 플래티넘 | 40,000        |
| 캐나다 (뮤직 캐나다)               | 골드     | 40,000        |
| 덴마크 (IFPI Danmark)              | 골드     | 10,000        |
| 프랑스 (SNEP)                      | 플래티넘 | 100,000       |
| 이탈리아 (FIMI)                    | 플래티넘 | 50,000        |
| 일본                               | —        | 11,314        |
| 멕시코 (AMPROFON)                  | 골드     | 70,000        |
| 뉴질랜드 (RMNZ)                    | 골드     | 7,500         |
| 폴란드 (ZPAV)                      | 골드     | 10,000        |
| 스페인 (PROMUSICAE)                | 골드     | 20,000        |
| 영국 (BPI)                         | 골드     | 204,622       |
| 미국                               | —        | 395,000       |
| 판매량+스트리밍을 기반으로 한 인증 |          |               |